# Panicum sabulorum
Panicum sabulorum es una especie botánica, gramínea perenne rizomatosa, de la subfamilia de las Panicoideas.

## Descripción
Son plantas perennes corto rizomatosas. Los culmos dimórficos: tallos jóvenes simples, erguidos y con hojas amplias, cordadas y lanceoladas, tallos erectos a decumbentes los mayores, de vez en cuando con el enraizamiento y profusamente ramificación en los nudos inferiores y superiores, de hasta 1 m de largo, con las hojas más pequeñas que las de la sencilla cañas. Vainas de 2,5-6 cm de largo, hirsuto a glabra. Lígulas membranosa-ciliadas, 0,4-1,1 mm de largo; pilosa collar o glabras. Hojas lanceoladas, de 1-9 (-15) cm de largo, 0,2 a 1,4 (-2) cm de ancho, planas, cordadas sub a cordadas, amplexicaulous, acuminado, rígido para herbácea, pubescentes, con pelos cortos. Inflorescencias primarias laxas, difusas. Panículas axilares similares a la terminal, pero más pequeñas. Espiguillas obovoide, biconvexos, 1,9-3 mm de largo, 0,9 a 1,4 mm de ancho, stipitate mente corto, de color verdoso y teñida de púrpura, hirsuto a glabros; glumas y lema inferior con nervios manifiestos. Baja gluma 3-5-nervada,? 1 / 2- la longitud de la espiguilla. El fruto en forma de cariópside ampliamente elipsoide, de 1.5 mm de largo, 1 mm de ancho; puntiforme hilio; embrión menos de la mitad de la longitud de la cariópside.

## Taxonomía
Panicum sabulorum fue descrita por Jean-Baptiste Lamarck  y publicado en Encyclopédie Méthodique, Botanique 4(2): 744. 1798.
Etimología
Panicum: nombre genérico que es un antiguo nombre de latín para el mijo común (Setaria italica).
sabulorum; epíteto latíno que significa "arena, o se refiera de alguna manera a la arena".
Sinonimia
- Dichanthelium sabulorum (Lam.) Gould & C.A.Clark
- Panicum acutatum Steud.
- Panicum columbianum var. oricola (Hitchc. & Chase) Fernald
- Panicum columbianum var. siccanum (Hitchc. & Chase) B.Boivin
- Panicum columbianum var. thinium (Hitchc. & Chase) Hitchc. & Chase
- Panicum deltae Parodi
- Panicum demissum Trin.
- Panicum fultum Hack.
- Panicum heterophyllum Bosc ex Nees
- Panicum lanuginosum var. siccanum Hitchc. & Chase
- Panicum latiglume Döll
- Panicum oricola Hitchc. & Chase
- Panicum pencanum Phil.
- Panicum polycladum Ekman
- Panicum unciphyllum var. thinium Hitchc. & Chase[4][5]